# وپلن
وپلن (به سوئدی: Vaplan) یک سکونتگاه مسکونی در سوئد است که در بخش کروکام واقع شده‌است.

## خصوصیات
وپلن ۰٫۵۶ کیلومترمربع مساحت و ۲۶۳ نفر جمعیت دارد.